# Andrés Arroyo
Andrés Arroyo (ur. 7 czerwca 1995) – portorykański lekkoatleta specjalizujący się w biegach średnich. 
W 2013 startował na mistrzostwach NACAC w biegach przełajowych, na których indywidualnie zajął 8. miejsce w biegu juniorów, a wraz z kolegami z reprezentacji zdobył brąz w drużynie. W 2014 zdobył trzy medale mistrzostw Ameryki Środkowej i Karaibów juniorów. 

## Osiągnięcia
| Rok  | Impreza                                           | Miejsce        | Konkurencja             | Pozycja      | Wynik   |
| ---- | ------------------------------------------------- | -------------- | ----------------------- | ------------ | ------- |
| 2013 | Mistrzostwa NACAC w biegach przełajowych          | Mandeville     | bieg juniorów           | 8. miejsce   | 19:25   |
| 2013 | Mistrzostwa NACAC w biegach przełajowych          | Mandeville     | drużyna juniorów        | 3. miejsce   |         |
| 2013 | Mistrzostwa świata w biegach przełajowych         | Bydgoszcz      | bieg juniorów           | 104. miejsce | 25:50   |
| 2014 | Mistrzostwa Ameryki Środkowej i Karaibów juniorów | Morelia        | bieg na 800 metrów      | 1. miejsce   | 1:49,75 |
| 2014 | Mistrzostwa Ameryki Środkowej i Karaibów juniorów | Morelia        | bieg na 1500 metrów     | 3. miejsce   | 4:04,38 |
| 2014 | Mistrzostwa Ameryki Środkowej i Karaibów juniorów | Morelia        | sztafeta 4 × 400 metrów | 2. miejsce   | 3:12,10 |
| 2014 | Mistrzostwa świata juniorów                       | Eugene         | bieg na 800 metrów      | eliminacje   | 1:51,63 |
| 2015 | Igrzyska panamerykańskie                          | Toronto        | bieg na 800 metrów      | 7. miejsce   | 1:49,08 |
| 2016 | Igrzyska olimpijskie                              | Rio de Janeiro | bieg na 800 metrów      | półfinał     | 1:46,74 |
| 2019 | Mistrzostwa świata                                | Doha           | bieg na 800 metrów      | eliminacje   | 1:46,75 |

## Rekordy życiowe
- bieg na 800 metrów (stadion) – 1:44,96 (2019)
- bieg na 800 metrów (hala) – 1:46,20 (2016) rekord Portoryko
- bieg na 1500 metrów – 3:41,95 (2017)